# Crisisina
Crisisina is een geslacht van mosdiertjes uit de familie van de Tubuliporidae en de orde Cyclostomatida. De wetenschappelijke naam ervan werd in 1850 voor het eerst geldig gepubliceerd door Alcide d’Orbigny.

## Soorten
- Crisisina gracilis Philippi, 1844